# Denkova-Staviski Cup
La Denkova-Staviski Cup è una gara di pattinaggio di figura organizzata ogni anno a Sofia, in Bulgaria. Nel 2015 ha fatto parte del circuito ISU Challenger Series. Comprende gare a livello senior, junior e novice nei singoli, sia maschili che femminili, nella coppia e nella danza su ghiaccio. 

La competizione prende il nome dalla coppia di pattinatori su ghiaccio Albena Denkova / Maxim Staviski, campioni del mondo nel 2006 e 2007.

## Albo d'oro senior
CS: ISU Challenger Series

### Singolo maschile
| Anno    | Oro                             | Argento                         | Bronzo                          |
| 2012    | Misha Ge                        | Maurizio Zandron                | Manol Atanassov                 |
| 2013    | Misha Ge                        | Chafik Besseghier               | Pierre Noel-Antoine             |
| 2014    | Matteo Rizzo                    | Justus Strid                    | Adrien Bannister                |
| 2015 CS | Misha Ge                        | Julian Zhi Jie Yee              | Matteo Rizzo                    |
| 2016    | Maurizio Zandron                | Graham Newberry                 | Dario Betti                     |
| 2017    | Kevin Aymoz                     | Basar Oktar                     | Burak Demirboga                 |
| 2018    | Matteo Rizzo                    | Niki-Leo Obreikov               | Sondre Oddvoll Bøe              |
| 2019    | Maurizio Zandron                | Graham Newberry                 | Mattia Dalla Torre              |
| 2020    | cancellato a causa del COVID-19 | cancellato a causa del COVID-19 | cancellato a causa del COVID-19 |
| 2022    | Burak Demirboğa                 | Başar Oktar                     | Dias Jirenbayev                 |
| 2023    | Maurizio Zandron                | Burak Demirboga                 | Alexander Zlatkov               |
| 2024    | Lev Vinokur                     | Maurizio Zandron                | Burak Demirboga                 |

### Singolo femminile
| Anno    | Oro                             | Argento                         | Bronzo                          |
| 2012    | Valentina Marchei               | Francesca Rio                   | Roberta Rodeghiero              |
| 2013    | Roberta Rodeghiero              | Joshi Helgesson                 | Francesca Rio                   |
| 2014    | Pernille Sorensen               | Fleur Maxwell                   | Micol Cristini                  |
| 2015 CS | Isabelle Olsson                 | Angelīna Kučvaļska              | Anne Line Gjersem               |
| 2016    | Natalie Klotz                   | Kristen Spours                  | Anna Litvinenko                 |
| 2017    | Micol Cristini                  | Lea Serna                       | Natasha McKay                   |
| 2018    | Alexandra Feigin                | Lucrezia Gennaro                | Sara Conti                      |
| 2019    | Alexandra Feigin                | Natasha McKay                   | Chenny Paolucci                 |
| 2020    | cancellato a causa del COVID-19 | cancellato a causa del COVID-19 | cancellato a causa del COVID-19 |
| 2022    | Alexandra Feigin                | Mia Caroline Risa Gomez         | Elena Agostinelli               |
| 2023    | Alexandra Feigin                | Anastasia Gozhva                | Nina Povey                      |
| 2024    | Kristen Spours                  | Alexandra Feigin                | Carlotta Maria Gardini          |

### Coppie
| Anno | Oro                           | Argento                   | Bronzo                    |
| 2013 | Vanessa James / Morgan Cipres | nessun altro partecipante | nessun altro partecipante |

### Danza su ghiaccio
| Anno    | Oro                                  | Argento                               | Bronzo                                    |
| 2015 CS | Alisa Agafonova / Alper Uçar         | Viktoria Kavaliova / Yurii Bieliaiev  | Ludmila Sosnitskaia / Pavel Golovishnikov |
| 2024    | Maria Sofia Pucherova / Nikita Lysak | Victoria Manni / Carlo Roethlisberger | Zoe Larson / Andrii Kapran                |

## Albo d'oro junior

### Singolo maschile
| Anno | Oro                             | Argento                         | Bronzo                          |
| 2012 | Ivo Gatovski                    | Bryan Christopher Tan           | Oguzhan Selimoglu               |
| 2013 | Deniss Vasiljevs                | Alexei Krasnozhon               | Matteo Rizzo                    |
| 2014 | Marco Bozzuto                   | Mikhail Medunitsa               | Ivo Gatovski                    |
| 2015 | Leonid Sviridenko               | Marko Bozzuto                   | Başar Oktar                     |
| 2016 | Gabriele Frangipani             | Başar Oktar                     | Nikola Zlatanov                 |
| 2017 | Samuel Mcallister               | Tom Bouvard                     | Vasil Dimitrov                  |
| 2018 | Tobija Harms                    | nessun altro partecipante       | nessun altro partecipante       |
| 2019 | Vasil Dimitrov                  | Conor Bray                      | Matteo Nalbone                  |
| 2020 | cancellato a causa del COVID-19 | cancellato a causa del COVID-19 | cancellato a causa del COVID-19 |
| 2022 | Michael Moshaev                 | Rosen Peev                      | Alexander Kachamakov            |

### Singolo femminile
| Anno | Oro                             | Argento                         | Bronzo                          |
| 2012 | Anna Afonkina                   | Melisa Sema Atik                | Sandra Ristivojevic             |
| 2013 | Ekaterina Vysotina              | Bogdana Lukashevich             | Micol Cristini                  |
| 2014 | Rebecca Ghilardi                | Zeynep Dilruba Sanoglu          | Teodora Markova                 |
| 2015 | Alisa Lozko                     | Lea Dastich                     | Pauline Wanner                  |
| 2016 | Alexandra Feigin                | Ceciliane Mei Ling Hartmann     | Ilayda Bayar                    |
| 2017 | Alexandra Feigin                | Olga Mikutina                   | Sofia Sula                      |
| 2018 | Lucrezia Beccari                | Maria Levushkina                | Federica Grandesso              |
| 2019 | Maria Levushkina                | Ivelina Baicheva                | Mariya Manova                   |
| 2020 | cancellato a causa del COVID-19 | cancellato a causa del COVID-19 | cancellato a causa del COVID-19 |
| 2022 | Chiara Hristova                 | Fatma Yade Karlikli             | Anna Deniz Ozdemir              |

### Coppie
| Anno | Oro                              | Argento                | Bronzo                    |
| 2013 | Bianca Manacorda / Niccolo Macii | Marin Ono / Hon Lam To | nessun altro partecipante |

### Danza su ghiaccio
| Anno | Oro                                    | Argento                      | Bronzo                            |
| 2015 | Anastasia Shpilevaya / Grigory Smirnov | Kimberly Wei / Ilias Fourati | Yana Bozhilova / Kaloyan Georgiev |

## Albo d'oro novice

### Singolo maschile
| Anno | Oro                             | Argento                         | Bronzo                          |
| 2012 | Efe Gorkmen                     | Luca Flavius                    | nessun altro partecipante       |
| 2013 | Daniel Grassl                   | Adam Siao Him Fa                | Başar Oktar                     |
| 2014 | Başar Oktar                     | Alexander Zlatkov               | Emanuele Indelicato             |
| 2015 | Evgeni Semenenko                | Vasil Dimitrov                  | Lotfi Sereir                    |
| 2016 | Francois Pitot                  | Alp Eren Ozkan                  | nessun altro partecipante       |
| 2017 | Francois Pitot                  | Ilia Gogitidze                  | Emanuele Indelicato             |
| 2018 | Matteo Nalbone                  | nessun altro partecipante       | nessun altro partecipante       |
| 2020 | cancellato a causa del COVID-19 | cancellato a causa del COVID-19 | cancellato a causa del COVID-19 |
| 2022 | Mehmet Cenkay Karlikli          | Furkan Emre Incel               | Dean Mihaylov                   |

### Singolo femminile
| Anno | Oro                             | Argento                         | Bronzo                          |
| 2012 | Ecem Ulker                      | Simona Gospodinova              | Monika Yordanova                |
| 2013 | Alexandra Feigin                | Julie Froetscher                | Minori Yuge                     |
| 2014 | Lucrezia Gennaro                | Alexandra Feigin                | İlayda Bayar                    |
| 2015 | Elizaveta Nugumanova            | Alexandra Feigin                | Oceane Piegad                   |
| 2016 | Maria Levushkina                | Oceane Piegad                   | Eliza Pancheva                  |
| 2017 | Kimmy Repond                    | Maria Levushkina                | Anna Dea Gulbiani-Schmidt       |
| 2018 | Giorgia De Nadai                | Mariya Ilinova                  | Alessia Piasentini              |
| 2019 | Chiara Hristova                 | Stella Makri                    | Ida Vamnes                      |
| 2020 | cancellato a causa del COVID-19 | cancellato a causa del COVID-19 | cancellato a causa del COVID-19 |
| 2022 | Lia Lyubenova                   | Yekaterina Balyuba              | Silvia Lutay                    |